# Часник круглоногий
Часник круглоногий, цибу́ля круглоно́га (Allium sphaeropodum) — багаторічна рослина родини цибулевих. Ендемік північно-західного Причорномор'я і Придністров'я, занесений до Червоної книги України. Харчова та декоративна культура.

## Опис
Трав'яниста рослина заввишки 20–60 см, геофіт. Цибулина куляста, 9–14 мм завширшки, з жилкуватими оболонками. Стебло прямостояче або висхідне, на початку розвитку циліндричне, згодом порожнисте. Листки у кількості 3–5 штук обгортають піхвами стебло до його середини, вони гладкі, щетиноподібної форми, завширшки 2 мм.
Суцвіття — зонтик. Покривало у 3–5 разів довше за сам зонтик. Квітконіжки ниткоподібні, довші за квітки. Оцвітина дзвоникувата або трубчасто-дзвоникувата, жовта, лискуча, 4–5 мм завдовжки. Плід — коробочка 4–5 мм завдовжки з округлосерцеподібними стулками.

## Екологія та поширення
Це світлолюбна і посухостійка рослина, яка зростає на сухих вапнякових кам'янисто-щебенистих ґрунтах. Цибуля круглонога входить до складу петрофітно-степових та кальцепетрофітних угруповань. Квітне у червні-липні, плодоносить у серпні-вересні. Поновлюється цибулинами і насінням.
Ареал цього виду охоплює північно-західну частину узбережжя Чорного моря, Придністров'я, степові та лісостепові райони Правобережжя України. Українські популяції стабільні, їх щільність становить в середньому 2–10 особин на 1 м².

## Значення і статус виду
Головними загрозами для цієї рослини є надмірне випасання худоби та безпосереднє руйнування екотопів внаслідок господарської діяльності. Вид охороняється на теренах пам'ятки природи «Урочище Заліщицька діброва», в кількох  заказниках Миколаївської області.
Декоративні якості цього виду такі ж, як і в інших дрібноквіткових представників роду. Окрім привабливих суцвіть цибуля круглонога може бути постачальницею пряної зелені. Її листки мають специфічний цибулевий запах, проте не гіркі, до того ж вони багаті на вітаміни.

## Таксономія
Таксономічний статус цибулі круглоногої остаточно не визначений. Українські ботаніки вважають її окремим видом, спорідненим з Allium flavum, відповідно, єдиним синонімом для нього наводять цибулю Пачоського (Allium paczoskianum auct. non Tuzson). Натомість європейські спеціалісти розглядають назву Allium sphaeropodum лише як синонім до Allium flavum subsp. tauricum.